# Giro de Italia 1975
El 58.º Giro de Italia se disputó entre el 17 de mayo y el 7 de junio de 1975 con un recorrido de 3963 km dividido en 21 etapas, dos de ellas dobles, con inicio en Milán y final en el Passo dello Stelvio.
Participaron 90 ciclistas de los que solo lograron finalizar la prueba 70 ciclistas.
El vencedor absoluto fue el italiano Fausto Bertoglio que cubrió la prueba en 111h 31' 24" a una velocidad media de 35,266 km/h.

## Etapas
| Etapa | Fecha      | Recorrido                          | Km  | Ganador                 | Líder              |
| 1.ª   | 17 de mayo | Milán – Fiorano Modenese           | 177 | Knut Knudsen            | Knut Knudsen       |
| 2.ª   | 18 de mayo | Módena – Ancona                    | 249 | Patrick Sercu           | Knut Knudsen       |
| 3.ª   | 19 de mayo | Ancona – Prati di Tivo             | 175 | Giovanni Battaglin      | Giovanni Battaglin |
| 4.ª   | 20 de mayo | Teramo – Campobasso                | 258 | Roger De Vlaeminck      | Francisco Galdós   |
| 5.ª   | 21 de mayo | Campobasso – Bari                  | 224 | Rik Van Linden          | Francisco Galdós   |
| 6.ª   | 22 de mayo | Bari – Castrovillari               | 213 | Roger De Vlaeminck      | Francisco Galdós   |
| 7.ªa  | 23 de mayo | Castrovillari – Padula             | 123 | Domingo Perurena        | Francisco Galdós   |
| 7.ªb  | 23 de mayo | Padula – Potenza                   | 80  | Roger De Vlaeminck      | Francisco Galdós   |
| 8.ª   | 24 de mayo | Potenza – Sorrento                 | 220 | Marcello Osler          | Francisco Galdós   |
| 9.ª   | 25 de mayo | Sorrento - Frosinone               | 225 | Enrico Paolini          | Francisco Galdós   |
| 10.ª  | 26 de mayo | Frosinone - Tívoli                 | 176 | Roger De Vlaeminck      | Francisco Galdós   |
| 11.ªa | 27 de mayo | Roma - Orvieto                     | 158 | Roger De Vlaeminck      | Francisco Galdós   |
| 12.ª  | 28 de mayo | Chianciano Terme - Forte dei Marmi | 232 | Patrick Sercu           | Francisco Galdós   |
| 13.ª  | 29 de mayo | Forte dei Marmi - Forte dei Marmi  | 38  | Giovanni Battaglin      | Giovanni Battaglin |
| 14.ª  | 31 de mayo | Piano di Coreglia - Il Ciocco      | 13  | Fausto Bertoglio        | Fausto Bertoglio   |
| 15.ª  | 1 de junio | Forte dei Marmi – Arenzano         | 203 | Franco Bitossi          | Fausto Bertoglio   |
| 16.ª  | 2 de junio | Arenzano - Orta San Giulio         | 193 | Fabrizio Fabbri         | Fausto Bertoglio   |
| 17.ªa | 3 de junio | Omegna – Pontoglio                 | 167 | Patrick Sercu           | Fausto Bertoglio   |
| 17.ªb | 3 de junio | Pontoglio – Monte Maddalena        | 46  | Wladimiro Panizza       | Fausto Bertoglio   |
| 18.ª  | 4 de junio | Brescia - Baselga di Piné          | 223 | Roger De Vlaeminck      | Fausto Bertoglio   |
| 19.ª  | 5 de junio | Baselga di Piné - Pordenone        | 175 | Martín Emilio Rodríguez | Fausto Bertoglio   |
| 20.ª  | 6 de junio | Pordenone - Alleghe                | 179 | Roger De Vlaeminck      | Fausto Bertoglio   |
| 21.ª  | 7 de junio | Alleghe - Passo dello Stelvio      | 186 | Francisco Galdós        | Fausto Bertoglio   |

## Clasificaciones
| Clasificación general |              |
| --- | ------------ |
| \| 1. Fausto Bertoglio \| 111h 31' 24" \| \| 2. Francisco Galdós \| + 41" \| \| 3. Felice Gimondi \| + 6' 18" \| \| 4. Roger De Vlaeminck \| + 7' 39" \| \| 5. Giuseppe Perletto \| + 8' 00" \| \| 6. Wladimiro Panizza \| + 8' 13" \| \| 7. Walter Riccomi \| + 10' 32" \| \| 8. Tino Conti \| + 13' 40" \| \| 9. Miguel María Lasa \| + 14' 48" \| \| 10. Gianbattista Baronchelli \| + 14' 48" \| \| \| \| |              |
| 1. Fausto Bertoglio | 111h 31' 24" |
| 2. Francisco Galdós | + 41"        |
| 3. Felice Gimondi | + 6' 18"     |
| 4. Roger De Vlaeminck | + 7' 39"     |
| 5. Giuseppe Perletto | + 8' 00"     |
| 6. Wladimiro Panizza | + 8' 13"     |
| 7. Walter Riccomi | + 10' 32"    |
| 8. Tino Conti | + 13' 40"    |
| 9. Miguel María Lasa | + 14' 48"    |
| 10. Gianbattista Baronchelli | + 14' 48"    |
| |              |